# 渡部翔子
渡部 翔子（わたなべ しょうこ、1983年6月13日 - ）は、新潟県長岡市出身の映像プロデューサー。過去日本人9人が受賞した『エミー賞』受賞者の中の1人。コロンビア・カレッジ・ハリウッド卒業後、慶應義塾大学大学院メディアデザイン研究所在籍。ロサンゼルスで映像を学び、現在、映画製作を始め、CM、ドキュメンタリーのプロデュースを手掛けている。

## 概要
1983年、新潟県長岡市出身の映像プロデューサー。
海外で数々の映画、CM作品を手掛けて、ドキュメンタリー部門では『第44回エミー賞』『ショートショートフィルムフェスティバル』『ロサンゼルス ムービー アワード』『ワシントンDC国際環境映画祭』受賞を始め、十数の受賞歴を持つ。
現在、慶應義塾大学大学院メディアデザイン研究所後期博士課程で研究をしながら、日本の地方を元気にさせるために地方創生の映像や映画製作をしている。

## 来歴
小学校〜高校卒業
陸上競技に打ち込み、全国大会で6位入賞を果たす。その後新潟大学教育人間科学部附属長岡中学校に進級し、陸上競技部所属する傍ら、映像について独学で勉強し始める。その後新潟県立長岡高等学校に進学。同校を卒業後、三年間英会話を学んだ後に、映画製作者になるという夢を追いかけ渡米。
渡米〜コロンビア・カレッジ・ハリウッド卒業
南イリノイ大学を経て、映画『フライトプラン』、『きみがぼくを見つけた日』を監督したロベルト・シュヴェンケらを輩出したコロンビア・カレッジ・ハリウッド(CCH: Columbia College Hollywood, 現 California College of ASU [英語版] ）の映画テレビ制作学科に編入した。同大学にて映画の歴史やセオリー、制作について学び、監督として2作、プロデューサーとして3作の短編映画を製作した。卒業制作であるAnne Jenningsにて、日米合わせ、15以上の賞を受賞した。この頃、経済産業省の実施した、平成22年度有望若手映像等人材海外研修に選ばれ、研修に参加。
2010〜2017年
大学卒業後は、ビジネスパートナーと共にロサンゼルスを拠点とする映像制作会社を設立し、コマーシャル、ミュージックビデオ、映画、テレビ番組の製作、コーディネート等を行う。

## 主な作品

### CM
- 『Tiger Beer』（2018）プロデューサー
  - Tiger Beer　　https://www.youtube.com/watch?v=Bkk1YpcIc54&feature=youtu.be&fbclid=IwAR2C5syFgMnNFpceDCCHSWaJOXMaNge9Pcrd7urSDPmE8ebk1E7cFjEPHwQ
- 『Schick』（2018～2019）プロデューサー
  - Schick　　https://www.youtube.com/watch?v=6ggc80jmdbM&t=1s
- 『日本政府観光局』（2018～2019）プロデューサー
  - JNTO(Japan National Tourism Organisation)　　https://www.youtube.com/watch?v=2-PLE8ZoE1Y&feature=youtu.be&fbclid=IwAR3tijSdVLWKOZrhq0vse56iPOROp5HxwalwCbiEO9oRMrM70PCTtw3QUvA
- 『ユニバーサル・スタジオ・北京』（2019）プロデューサー
  - Universal Studios Beijing　　https://www.youtube.com/watch?v=K5L0qCLR30k
- 『ナイキ』（2019）プロデューサー
- 『IQOS』（2019～2020）プロデューサー
- 『LEXUS』（2019）プロデューサー
  - LEXUS　　https://discoverlexus.com/highlights/visionaries-on-demand-shooting-stars?fbclid=IwAR3MqlzESoTFaLv9v5nxNarvjlsRS52CjHAjv9opATcdQ-BjK6LeIM3aFSg
- 『RED KOMODO』（2020）プロデューサー
  - RED KOMODO(Tokyo Martial Arts)　　https://www.youtube.com/watch?v=0icV7vyxyEE

### 映画
- 『恋するおじいさん』 (2008）脚本・監督・プロデューサー
- 『マイ・ビューティフルデイ』（2008）脚本・監督・プロデューサー
- 『マイハウス』（2008）脚本・監督・プロデューサー
- 『サクラ』（2008）プロデューサー
- 『The Letter』(2009）エグゼクティブプロデューサー
- 『Poinsettia 』（2009）エグゼクティブプロデューサー
- 『Anne Jennings』(2010）エグゼクティブプロデューサー[4][5]
- 『チェイン』(2012）プロデューサー[6][7][8][9]　　※受賞多数
- 『オーディナリーライフ』（2012）監督・プロデューサー
- 『昨日の明日－オーディナリーライフ』（2012）プロデューサー　　※受賞多数
- 『栃木県観光PRムービー』（2015）プロデューサー
- 『MIFUNE: THE LAST SAMURAI』（2018）宣伝プロデューサー　　https://www.youtube.com/watch?v=YnUrn0HeD-E

### ドキュメンタリー
- 『食事制限とアンチエイジング』(2011）プロデューサー
- 『不妊治療クリニックの紹介』(2011）プロデューサー
- 『Wonder Women』（2018）プロデューサー　　※エミー賞受賞

### ミュージックビデオ
- 『Room Blue』（2009）プロデューサー

## 受賞歴
- 2010年
  - 『Anne Jennings』
    - 小津安二郎記念蓼科高原映画祭・短編映画コンクール 準グランプリ
    - 長岡アジア映画祭 監督賞
    - ロサンゼルス ムービー アワード 最優秀作品賞・最優秀監督賞・最優秀主演女優賞・最優秀脚本賞・最優秀コスチューム賞・最優秀音楽賞
    - アラスカ国際映画祭 コディアックアワード
    - ロサンゼルス リール フィルム フェスティバル 最優秀外国語映画賞・最優秀主演女優賞・最優秀脚本賞・最優秀コスチュームデザイン賞
    - カリフォルニア映画祭 銀賞・最優秀主演女優賞
    - NYC's映画祭 作品賞

- 2013年
  - 『昨日の明日－オーディナリーライフ』
    - ショートショートフィルムフェスティバル 入選[10]
    - ワシントンDC国際環境映画祭 Eric Moe Award入選[11][12]
    - ベイエリア国際子供映画祭 入選[13]
    - Accra環境映画祭 入選[14]

- 2017年
  - 『Wonder Women』
    - 第４４回エミー賞受賞　(Outstanding Travel and Adventure Program)[15][16]